# Табунський район
Табу́нський район (рос. Табунский район) — район у складі Алтайського краю Російської Федерації.
Адміністративний центр — село Табуни.

## Історія
Київський (Ново-Київський) район у складі Західно-Сибірського краю було вирішено утворити 18 січня 1935 року і вже 25 лютого того ж року до його складу увійшли 11 сільрад Славгородського району (Білоцерковська, Богдановська, Воздвиженська, Звонарьово-Кутська, Карпиловська, Кулундинська, Ново-Київська, Роза-Люксембурзька, Роменська, Серебропольська, Троїцька та колгосп "Колхозна правда" Славгородської сільради). 20 липня 1936 року до складу району увійшли ще 3 сільради Славгородського району: Мишкинська, Новоросійська та Самборська. 28 вересня 1937 року Київський район увійшов до складу Алтайського краю. 1938 року районний центр із села Ново-Київка перенесено до селища Кулунда і район перейменовано в Кулундинський.
Табунський район утворений 15 січня 1944 року з 9 сільрад Кулундинського району (Богдановська, Звонарьовокутска, Карпиловська, Ново-Київська, Новоросійська, Роза-Люксмебурзька, Роменська, Самборська, Серебропольська) та 9 сільрад Ключівського району (Ананьєвська, Виноградовська, Златополинська, Каракульська, Куратальська, Курська, Ново-Петровська, Попаснівська, Семеновська).
У період з 1 лютого 1963 року по 30 грудня 1966 року район був ліквідований.

## Населення
Населення — 9101 особа (2019; 10057 в 2010, 11897 у 2002).

## Адміністративний поділ
Район адміністративно поділяється на 5 сільських поселень (сільрад):
| Поселення                       | Площа, км² | Населення, осіб (2002) | Населення, осіб (2010) | Населення, осіб (2019) | Центр           | Населені пункти |
| ------------------------------- | ---------- | ---------------------- | ---------------------- | ---------------------- | --------------- | --------------- |
| Алтайська сільська рада         | 451,15     | 2673                   | 2082                   | 1915                   | Алтайське       | 5               |
| Большеромановська сільська рада | 278,12     | 1194                   | 833                    | 705                    | Большеромановка | 3               |
| Лебединська сільська рада       | 267,69     | 1050                   | 737                    | 531                    | Лебедино        | 5               |
| Серебропольська сільська рада   | 245,62     | 2102                   | 1829                   | 1652                   | Сереброполь     | 6               |
| Табунська сільська рада         | 340,23     | 4878                   | 4576                   | 4298                   | Табуни          | 6               |

- 2011 року була ліквідована Гранична сільська рада, її територія увійшла до складу Алтайської сільської ради[5].
- 2015 року була ліквідована Білозерська сільська рада, її територія увійшла до складу Серебропольської сільської ради[6].

## Найбільші населені пункти
Нижче подано список населених пунктів з чисельністю населенням понад 1000 осіб:
| № | Населений пункт | Населення, осіб (2002) | Населення, осіб (2010) |
| - | --------------- | ---------------------- | ---------------------- |
| 1 | Табуни          | 3981                   | 3876                   |
| 2 | Алтайське       | 1500                   | 1387                   |